# انحلال حزب کارگران کردستان
انحلال حزب کارگران کردستان یا  انحلال پ‌ک‌ک رویدادی بود که پس از دوازدهمین کنگرهٔ این حزب اتفاق افتاد. حزب کارگران کردستان پس از پایان این کنگره اعلام کرد که: «دوازدهمین کنگره پ‌ک‌ک تصمیم به انحلال ساختار سازمانی پ‌ک‌ک و پایان دادن به روش مبارزه مسلحانه آن گرفته است.» به این ترتیب، پ‌ک‌ک پس از چهل سال مبارزه مسلحانه، سلاح‌های خود را زمین گذاشت و خود را منحل کرد. پیشتر عبدالله اوجالان رهبری این جریان، از پ‌ک‌ک خواسته بود که در کنگره پیش رو اعلام آتش‌بس کرده و انحلال خود را به صورت رسمی اعلام کند.

## واکنش‌ها
- سازمان ملل متحد: آنتونیو گوترش دبیرکل وقت سازمان ملل متحد، از تصمیم پ‌ک‌ک برای خلع سلاح خود استقبال کرد. استفان دوجاریک سخنگوی وقت سازمان ملل متحد نیز در یک کنفرانس خبری روزانه به خبرنگاران گفت: «دبیرکل سازمان ملل متحد از تصمیم حزب کارگران کردستان (پ.ک.ک) برای انحلال و خلع سلاح استقبال می‌کند» و افزود: «آنتونیو گوترش معتقد است که اجرای تصمیم پ.ک.ک گامی مهم در جهت پایان دادن به درگیری‌های طولانی مدت خواهد بود.»[۴]
- اتحادیه اروپا: اتحادیهٔ اروپا با اشاره به انحلال حزب کارگران کردستان، خطاب به هر دو طرف درگیر (دولت ترکیه و پ‌ک‌ک) خواستار «بهره‌گیری از این فرصت تاریخی برای برقراری صلح در ترکیه» شد.[۵]
- ایالات متحده آمریکا: کاخ سفید در واکنش به این اقدام پ‌ک‌ک اعلام کرد: «این امر، به برقراری صلح در منطقه پرتنش کمک می‌کند.»[۶]
- بریتانیا: سفارت بریتانیا در بغداد، با صدور بیانیه ای این اقدام پ‌ک‌ک را «گامی مهم برای صلح و امنیت مردم ترکیه و کل منطقه» ارزیابی کرد.
- فرانسه: منابع دیپلماتیک کشور فرانسه نیز ضمن استقبال از ایت تصمیم پ‌ک‌ک اعلام کردند: «فرانسه امیدوار است انحلال پ‌ک‌ک به‌گونه‌ای مؤثر و قابل راستی‌آزمایی اجرا شود، زمینه را برای پایان قطعی خشونت فراهم کند و به فرایند سیاسی فراگیر، مبتنی بر دمکراسی و حاکمیت قانون منتهی شود.»[۷]
- ایران: جمهوری اسلامی ایران از بیانیهٔ پ‌ک‌ک مبنی بر انحلال خود استقبال کرد و آن را «گامی مهم در جهت نفی خشونت و تقویت امنیت» دانست.[۸]
- ترکیه: هاکان فیدان وزیر امور خارجهٔ ترکیه، این تصمیم پ‌ک‌ک را حرکتی «تاریخی» و «مهم» برای ماندگاری صلح در منطقه توصیف کرد و رجب طیب اردوغان رئیس‌جمهور ترکیه آن را گامی مهم برای دستیابی به «ترکیه عاری از تروریسم» توصیف کرد.[۹]
- عراق: وزارت خارجهٔ عراق ضمن استقبال از تصمیم پ‌ک‌ک مبنی بر خلع سلاح و انحلال خود، خواستار بررسی توجیهات مداخلهٔ خارجی در خاک عراق شد. وزارت امور خارجهٔ عراق همچنین، این اقدام را در جهت ثبات و امنیت در عراق و منطقه توصیف کرد.[۱۰]
- اقلیم کردستان عراق: نچیروان بارزانی رئیس اقلیم کردستان عراق، این حرکت پ‌ک‌ک را «نشانهٔ بلوغ سیاسی» در راستای پیشبرد همزیستی و ثبات در ترکیه و منطقه دانست و ابراز امیدواری کرد که این تصمیم «پایه‌ای برای صلحی پایدار در منطقه باشد و به دهه‌ها خشونت، درد و رنج پایان دهد.»[۱۱] و مسعود بارزانی رئیس حزب دمکرات کردستان عراق نیز در واکنش به این اتفاق گفت: «مایه خرسندی است که پس از کنفرانس حزب کارگران کردستان و اتخاذ برخی تصمیمات، طرف‌های مربوط در فرایند صلح در ترکیه مواضع خوبی از خود نشان دادند و اقدامات مثبتی در راستای حل مسالمت‌آمیز مسائل اتخاذ کردند.»[۱۲]
- آلمان: وزارت خارجهٔ آلمان از این تصمیم پ‌ک‌ک استقبال کرد و این اقدام را «گامی مهم» در راستای پایان دادن به یک «چرخه طولانی‌مدت از ترور و خشونت» توصیف کرد.[۱۳]

#### واکنش احزاب
- یگان‌های مدافع خلق: مظلوم عبدی فرماندهٔ یگان‌های مدافع خلق، ابراز امیدواری کرد که این اقدام پ‌ک‌ک تأثیر مثبتی در منطقه داشته باشد، اما تأکید کرد که انحلال حزب کارگران کردستان و خلع سلاح این حزب، «هیچ ارتباطی» با این گروه در سوریه ندارد و افزود: «اگر در ترکیه صلح برقرار شود دیگر بهانه‌ای برای ادامه حملات علیه ما در سوریه وجود نخواهد داشت.»[۱۴]
- حزب حیات آزاد کردستان: پژاک در پی اعلام تصمیم پ‌ک‌ک برای انحلال و خلع سلاح اعلام کرد: «نه سلاح‌هایمان را زمین می‌گذاریم و نه خود را منحل می‌کنیم» و رئیس مشترک پژاک به صراحت اعلام کرد که این یک تصمیم داخلی برای پ‌ک‌ک است و شامل پژاک نمی‌شود و افزود: «ما به عنوان پژاک، نه سلاح‌هایمان را تحویل می‌دهیم و نه خود را منحل می‌کنیم. این موضع ما از سال ۲۰۱۷ به‌صورت شفاف در بیانیه‌های رسمی‌مان اعلام شده است. ما خواهان آن هستیم که مسئلهٔ کرد از قالب امنیتی و نظامی خارج شده و وارد حوزهٔ سیاست شود. با این حال، تا زمانی که با تهدیدات مسلحانه مواجه باشیم، ناچار به دفاع از خود خواهیم بود.»[۱۵]
- کومله سازمان کردستان حزب کمونیست ایران: این سازمان، که سازمان کردستانی حزب کمونیست ایران است، نسبت به این تصمیم ابراز بدبینی کرد و تصمیم انحلال را محصول فشار بر عبدالله اوجالان از جانب دولت ترکیه توصیف کرد و این اقدام به انحلال را «مضر» توصیف کرد و نسبت به عواقب آن هشدار داد.[۱۶]

#### واکنش روزنامه‌ها
- نیویورک تایمز: این روزنامه در گزارش خود با تیتر «گروه شورشی کُرد می‌گوید به درگیری با دولت ترکیه پایان می‌دهد» تأثیر تصمیم پ‌ک‌ک برای خلع سلاح را فراتر از مرزهای ترکیه ارزیابی کرد و با برجسته کردن نقش عبدالله اوجالان با نقل قول از بیانیهٔ پ‌ک‌ک نوشت: «مبارزه مسلحانه مأموریت خود را به پایان رسانده است و مرحله جدید، باید با سیاست دموکراتیک پیش رود.»
- رویترز: این خبرگزاری با لحنی صریح تیتر زد: «مأموریت تاریخی پ.ک. ک به پایان رسید» رویترز همچنین به واکنش‌های رسمی مقامات ترکیه پرداخت و به نقل از عمر چلیک این اقدام پ‌ک‌ک را گامی مهم به سوی «ترکیه‌ای عاری از ترور» توصیف کرد.
- فایننشال تایمز: فایننشال تایمز این اقدام را «تاریخی» دانست و نوشت: «پایان مبارزه مسلحانه پ.ک. ک می‌تواند پیامدهایی مهم در روابط ترکیه و آمریکا داشته باشد، به‌ویژه با توجه به همکاری‌های آمریکا با شاخه‌های پ.ک. ک در سوریه.»
- اسکای نیوز: این سازمان تلویزیونی به این اقدام پ‌ک‌ک واکنش نشان داد و نوشت: «انحلال این گروه می‌تواند نقطه عطفی برای حل‌وفصل سیاسی مسئله کردها باشد.»
- بلومبرگ: بلومبرگ از نگاه ژئوپلیتیکی به تجزیه و تحلیل انحلال پ‌ک‌ک پرداخت و با تیتر: «پ.ک. ک جنگ ۴۰ ساله با ترکیه را پایان داد» نوشت: این اتفاق می‌تواند موقعیت کشور ترکیه در منطقه را تقویت کند.[۱۷]

## چالش‌های سیاسی
یکی از چالش‌های سیاسی انحلال پ‌ک‌ک، تأثیر آن بر گروه‌های وابسته به این جریان در کشورهای ایران، عراق و سوریه می‌باشد و ناظران سیاسی، در این مورد به گمانه زنی‌های مختلفی پرداخته‌اند. احسان هوشمند پژوهشگر مطالعات قومی در ایران معاصر، معتقد است که خلع سلاح و انحلال پ‌ک‌ک می‌تواند امنیت ملی ایران را هم تحت الشعاع قرار دهد. عمده چالش انحلال پ‌ک‌ک برای کشورهایی که دارای جمعیت کُرد هستند این است که سازمانها و گروه‌های مسلح کُردی که توسط پ‌ک‌ک برای فعالیت در ایران و عراق و سوریه ایجاد شده‌اند نیز به مانند پ‌ک‌ک خود را خلع سلاح خواهند کرد یا آنها همچنان به فعالیت‌های پیشین خود ادامه داده و خلع سلاح پ‌ک‌ک تأثیری بر فعالیت‌های آنان نخواهد داشت.

## اقدامات ترکیه در قبال پ‌ک‌ک پس از انحلال
چند هفته پس از انحلال پ‌ک‌ک، سازمان سی پی تی آمریکا، در گزارشی از حملات نظامی سنگین ترکیه به اقلیم کردستان عراق خبر داد. به گزارش این سازمان، از ۱ تا ۳۱ ماه مه، دولت ترکیه ۵۱۰ حمله به اقلیم کردستان عراق داشته که همگی این حملات در استان دهوک صورت گرفته است. برخی تحلیلگران، این اقدمات ترکیه را تلاشی برای ایجاد منطقه ای حائل برای جلوگیری از حضور احتمالی پ‌ک‌ک ارزیابی کرده‌اند.

## سوزاندن نمادین تفنگ‌ها
در تاریخ جمعه ۱۱ ژوئیه ۲۰۲۵ برابر با ۲۰ تیر ۱۴۰۴، شماری از اعضای پ‌ک‌ک، در یک اقدام نمادین، در دهانهٔ یک غار در شمال عراق، سلاح‌های خود را در آتش انداختند. در این مراسم، شماری از مقامات اقلیم کردستان عراق، مقامات عراقی و ترکیه نیز حضور داشتند.